# Рудка (Більський повіт)
Рудка (пол. Rudka) — село в Польщі, у гміні Рудка Більського повіту Підляського воєводства.
Населення — 1219 осіб (2011).
У 1975-1998 роках село належало до Білостоцького воєводства.

## Демографія
Демографічна структура станом на 31 березня 2011 року:
|          | Загалом | Допрацездатний вік | Працездатний вік | Постпрацездатний вік |
| -------- | ------- | ------------------ | ---------------- | -------------------- |
| Чоловіки | 605     | 131                | 397              | 77                   |
| Жінки    | 614     | 119                | 329              | 166                  |
| Разом    | 1219    | 250                | 726              | 243                  |